# Olympische Sommerspiele 2016/Rudern – Einer (Männer)
Der Ruderwettbewerb im Einer der Männer im Rahmen der Ruderregatta der Olympischen Sommerspiele 2016 in Rio de Janeiro wurde vom 6. bis 13. August 2016 in der Lagune Rodrigo de Freitas ausgetragen. 32 Athleten aus 32 Ländern traten an.
Der Wettbewerb, der über die olympische Ruderdistanz von 2000 Metern ausgetragen wurde, begann mit sechs Vorläufen mit jeweils fünf oder sechs Mannschaften. Die jeweils erst- bis drittplatzierten Ruderer der Vorläufe qualifizierten sich direkt für das Viertelfinale, während die verbleibenden 14 Boote in die drei Hoffnungsläufe mussten. Hier qualifizierten sich noch einmal die ersten beiden Teams für das Viertelfinale und alle anderen für das Halbfinale E/F um die Plätze 25 bis 32. Im Viertelfinale wurden vier Läufe mit je sechs Ruderern ausgefahren, wobei jeweils die Platzierungen 1 bis 3 für das Halbfinale A/B qualifizierten, und die Platzierungen 4 bis 6 für das Halbfinale C/D um Platz 13 bis 24. Ebenso gelangten in den beiden Läufen des Halbfinals A/B die ersten drei Ruderer ins Finale, während Platz 4 bis 6 ins B-Finale um Platz 7 bis 12 führte. Der Qualifikationsmodus in den Halbfinals C/D und E/F verlief analog für die Finals C und D bzw. E und F um hintere Platzierungen. Im Finale am 13. August kämpften die besten sechs Ruderer um olympische Medaillen.
Die jeweils für die nächste Runde qualifizierten Mannschaften sind hellgrün unterlegt.
Der Wettbewerb endete mit einem Zielfotoentscheid zwischen dem Titelverteidiger Mahé Drysdale aus Neuseeland und Damir Martin aus Kroatien. Beide erreichten im Finale zeitgleich die Ziellinie, Drysdale hatte jedoch nach Auswertung des Zielfotos wenige Zentimeter Vorsprung und verteidigte damit seinen Titel. Der dreifache Weltmeister der Jahre 2013 bis 2015, Ondřej Synek aus Tschechien, gewann die Bronzemedaille vor den weiteren Finalisten Hannes Obreno aus Belgien, Stanislau Schtscharbatschenja aus Weißrussland und Ángel Fournier aus Kuba.

## Titelträger und Ausgangslage
| Olympiasieger (London 2012)            | Mahé Drysdale ( Neuseeland) |
| Weltmeister (Aiguebelette 2015)        | Ondřej Synek ( Tschechien)  |
| Europameister (Brandenburg 2016)       | Damir Martin ( Kroatien)    |
| Weltbestzeit (6:33,35 min, Posen 2009) | Mahé Drysdale ( Neuseeland) |

## Teilnehmer
| Qualifikation                     | Nation                 | Ruderer                       |
| --------------------------------- | ---------------------- | ----------------------------- |
| Weltmeisterschaften 2015          | Tschechien             | Ondřej Synek                  |
| Weltmeisterschaften 2015          | Neuseeland             | Mahé Drysdale                 |
| Weltmeisterschaften 2015          | Litauen                | Armandas Kelmelis             |
| Weltmeisterschaften 2015          | Norwegen               | Nils Jakob Hoff               |
| Weltmeisterschaften 2015          | Kroatien               | Damir Martin                  |
| Weltmeisterschaften 2015          | Kuba                   | Ángel Fournier                |
| Weltmeisterschaften 2015          | Belarus                | Stanislau Schtscharbatschenja |
| Weltmeisterschaften 2015          | Vereinigtes Königreich | Alan Campbell                 |
| Weltmeisterschaften 2015          | Polen                  | Natan Węgrzycki-Szymczyk      |
| Afrikanische Qualifikation        | Ägypten                | Abdelkhalek El-Banna          |
| Afrikanische Qualifikation        | Tunesien               | Mohamed Taieb                 |
| Afrikanische Qualifikation        | Algerien               | Sid Ali Boudina               |
| Afrikanische Qualifikation        | Simbabwe               | Andrew Peebles                |
| Lateinamerikanische Qualifikation | Mexiko                 | Juan Carlos Cabrera           |
| Lateinamerikanische Qualifikation | Argentinien            | Brian Rosso                   |
| Lateinamerikanische Qualifikation | Peru                   | Renzo Leon Garcia             |
| Lateinamerikanische Qualifikation | Uruguay                | Jhonatan Esquivel             |
| Lateinamerikanische Qualifikation | Venezuela              | Jackson Vicent                |
| Lateinamerikanische Qualifikation | Ecuador                | Bryan Sola Zambrano           |
| Asiatische Qualifikation          | Südkorea               | Kim Dong-yong                 |
| Asiatische Qualifikation          | Indien                 | Dattu Baban Bhokanal          |
| Asiatische Qualifikation          | Indonesien             | Memo                          |
| Asiatische Qualifikation          | Thailand               | Jaruwat Saensuk               |
| Asiatische Qualifikation          | Kasachstan             | Vladislav Yakovlev            |
| Asiatische Qualifikation          | Irak                   | Mohammed Jasim Al-Khafaji     |
| Asiatische Qualifikation          | Usbekistan             | Shahboz Xolmirzayev           |
| „Europäische“ Qualifikation       | Belgien                | Hannes Obreno                 |
| „Europäische“ Qualifikation       | Australien             | Rhys Grant                    |
| „Europäische“ Qualifikation       | Ungarn                 | Bendegúz Pétervári-Molnár     |
| Einladung („tripartite position“) | Libyen                 | Al-Hussein Gambour            |
| Einladung („tripartite position“) | Vanuatu                | Luigi Teilemb                 |
| Gastgeber-Ersatz                  | Paraguay               | Arturo Rivarola               |

Im Kontext der kontinentalen Qualifikationsregatten werden Australien, Kanada, Neuseeland und die Vereinigten Staaten zum Pool der „Europäer“ gezählt. Der Australier Rhys Grant qualifizierte sich deshalb bei den europäischen Qualifikationswettbewerben in Luzern.

## Vorläufe
Samstag, 6. August 2016

### Vorlauf 1

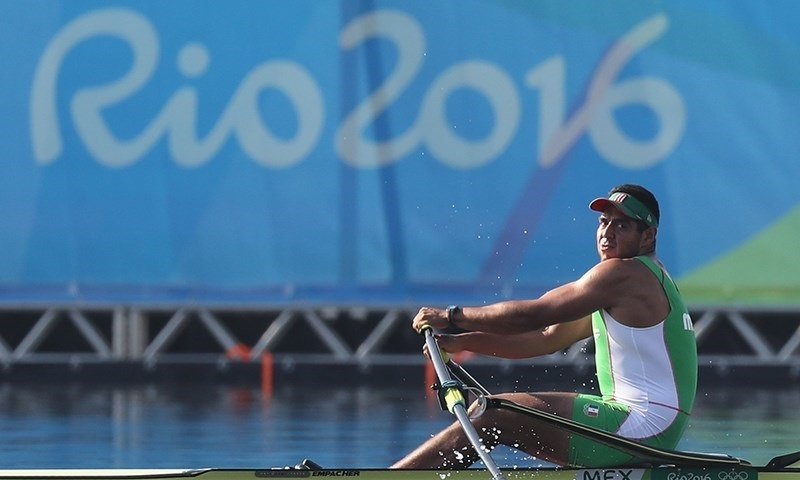
Juan Carlos Cabrera in seinem Vorlauf

| Platz | Ruderer              | Nation   | Zeit (min) | Qualifikation  |
| ----- | -------------------- | -------- | ---------- | -------------- |
| 1     | Ángel Fournier       | Kuba     | 7:06,89    | Viertelfinale  |
| 2     | Juan Carlos Cabrera  | Mexiko   | 7:08,27    | Viertelfinale  |
| 3     | Dattu Baban Bhokanal | Indien   | 7:21,67    | Viertelfinale  |
| 4     | Jaruwat Saensuk      | Thailand | 7:25,06    | Hoffnungsläufe |
| 5     | Armandas Kelmelis    | Litauen  | 7:34,59    | Hoffnungsläufe |
| 6     | Luigi Teilemb        | Vanuatu  | 8:00,42    | Hoffnungsläufe |

### Vorlauf 2
| Platz | Ruderer                   | Nation     | Zeit (min) | Qualifikation  |
| ----- | ------------------------- | ---------- | ---------- | -------------- |
| 1     | Mahé Drysdale             | Neuseeland | 7:04,45    | Viertelfinale  |
| 2     | Bendegúz Pétervári-Molnár | Ungarn     | 7:12,86    | Viertelfinale  |
| 3     | Jhonatan Esquivel         | Uruguay    | 7:16,08    | Viertelfinale  |
| 4     | Renzo Leon Garcia         | Peru       | 7:21,04    | Hoffnungsläufe |
| 5     | Mohammed Jasim Al-Khafaji | Irak       | 7:25,04    | Hoffnungsläufe |
| 6     | Jackson Vicent            | Venezuela  | 7:28,36    | Hoffnungsläufe |

### Vorlauf 3
| Platz | Ruderer                  | Nation      | Zeit (min) | Qualifikation  |
| ----- | ------------------------ | ----------- | ---------- | -------------- |
| 1     | Hannes Obreno            | Belgien     | 7:09,06    | Viertelfinale  |
| 2     | Natan Węgrzycki-Szymczyk | Polen       | 7:12,43    | Viertelfinale  |
| 3     | Brian Rosso              | Argentinien | 7:22,69    | Viertelfinale  |
| 4     | Shahboz Xolmirzayev      | Usbekistan  | 7:25,03    | Hoffnungsläufe |
| 5     | Al-Hussein Gambour       | Libyen      | 7:43,85    | Hoffnungsläufe |

### Vorlauf 4
| Platz | Ruderer                       | Nation         | Zeit (min) | Qualifikation  |
| ----- | ----------------------------- | -------------- | ---------- | -------------- |
| 1     | Alan Campbell                 | Großbritannien | 7:08,31    | Viertelfinale  |
| 2     | Stanislau Schtscharbatschenja | Belarus        | 7:11,49    | Viertelfinale  |
| 3     | Memo                          | Indonesien     | 7:14,17    | Viertelfinale  |
| 4     | Kim Dong-yong                 | Südkorea       | 7:20,85    | Hoffnungsläufe |
| 5     | Andrew Peebles                | Simbabwe       | 7:25,39    | Hoffnungsläufe |

### Vorlauf 5
| Platz | Ruderer             | Nation     | Zeit (min) | Qualifikation  |
| ----- | ------------------- | ---------- | ---------- | -------------- |
| 1     | Ondřej Synek        | Tschechien | 7:21,90    | Viertelfinale  |
| 2     | Rhys Grant          | Australien | 7:28,83    | Viertelfinale  |
| 3     | Arturo Rivarola     | Paraguay   | 7:29,23    | Viertelfinale  |
| 4     | Sid Ali Boudina     | Algerien   | 7:45,90    | Hoffnungsläufe |
| 5     | Bryan Sola Zambrano | Ecuador    | 7:48,77    | Hoffnungsläufe |

### Vorlauf 6

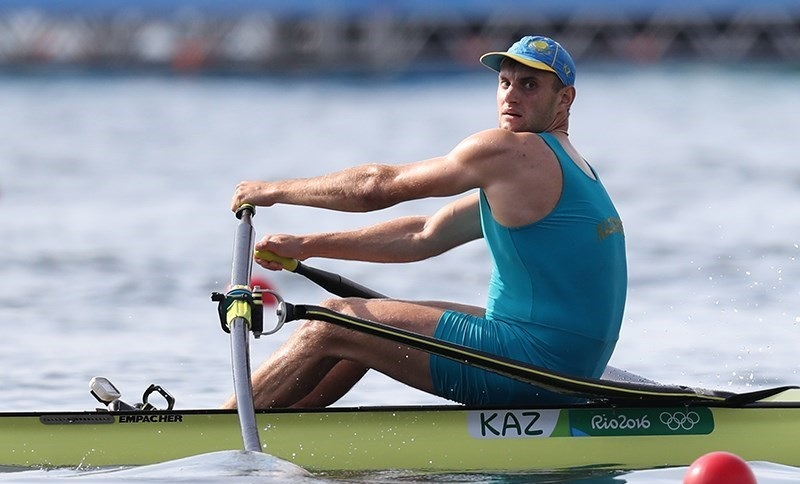
Vladislav Yakovlev in seinem Vorlauf

| Platz | Ruderer              | Nation     | Zeit (min) | Qualifikation  |
| ----- | -------------------- | ---------- | ---------- | -------------- |
| 1     | Nils Jakob Hoff      | Norwegen   | 7:17,47    | Viertelfinale  |
| 2     | Damir Martin         | Kroatien   | 7:23,08    | Viertelfinale  |
| 3     | Abdelkhalek El-Banna | Ägypten    | 7:34,05    | Viertelfinale  |
| 4     | Mohamed Taieb        | Tunesien   | 7:37,95    | Hoffnungsläufe |
| 5     | Vladislav Yakovlev   | Kasachstan | 7:38,65    | Hoffnungsläufe |

## Hoffnungsläufe
geplant am Sonntag, 7. August 2016, verschoben auf Montag, 8. August 2016

### Hoffnungslauf 1
| Platz | Ruderer            | Nation     | Zeit (min) | Qualifikation  |
| ----- | ------------------ | ---------- | ---------- | -------------- |
| 1     | Sid Ali Boudina    | Algerien   | 7:20,84    | Viertelfinale  |
| 2     | Renzo Leon Garcia  | Peru       | 7:25,55    | Viertelfinale  |
| 3     | Luigi Teilemb      | Vanuatu    | 7:34,12    | Halbfinale E/F |
| 4     | Al-Hussein Gambour | Libyen     | 7:45,09    | Halbfinale E/F |
| 5     | Vladislav Yakovlev | Kasachstan | 12:04,17   | Halbfinale E/F |

### Hoffnungslauf 2
| Platz | Ruderer                   | Nation   | Zeit (min) | Qualifikation  |
| ----- | ------------------------- | -------- | ---------- | -------------- |
| 1     | Kim Dong-yong             | Südkorea | 7:12,96    | Viertelfinale  |
| 2     | Mohammed Jasim Al-Khafaji | Irak     | 7:14,38    | Viertelfinale  |
| 3     | Jaruwat Saensuk           | Thailand | 7:16,39    | Halbfinale E/F |
| 4     | Bryan Sola Zambrano       | Ecuador  | 7:28,30    | Halbfinale E/F |

### Hoffnungslauf 3
| Platz | Ruderer             | Nation     | Zeit (min) | Qualifikation  |
| ----- | ------------------- | ---------- | ---------- | -------------- |
| 1     | Armandas Kelmelis   | Litauen    | 7:13,36    | Viertelfinale  |
| 2     | Shahboz Xolmirzayev | Usbekistan | 7:14,58    | Viertelfinale  |
| 3     | Andrew Peebles      | Simbabwe   | 7:17,19    | Halbfinale E/F |
| 4     | Mohamed Taieb       | Tunesien   | 7:27,18    | Halbfinale E/F |
| 5     | Jackson Vicent      | Venezuela  | 7:28,67    | Halbfinale E/F |

## Viertelfinale
Dienstag, 9. August

### Viertelfinale 1
| Platz | Ruderer             | Nation     | Zeit (min) | Qualifikation  |
| ----- | ------------------- | ---------- | ---------- | -------------- |
| 1     | Ángel Fournier      | Kuba       | 6:51,89    | Halbfinale A/B |
| 2     | Rhys Grant          | Australien | 6:55,14    | Halbfinale A/B |
| 3     | Nils Jakob Hoff     | Norwegen   | 6:57,94    | Halbfinale A/B |
| 4     | Memo                | Indonesien | 6:59,76    | Halbfinale C/D |
| 5     | Kim Dong-yong       | Südkorea   | 7:05,69    | Halbfinale C/D |
| 6     | Shahboz Xolmirzayev | Usbekistan | 7:09,99    | Halbfinale C/D |

### Viertelfinale 2
| Platz | Ruderer                       | Nation      | Zeit (min) | Qualifikation  |
| ----- | ----------------------------- | ----------- | ---------- | -------------- |
| 1     | Mahé Drysdale                 | Neuseeland  | 6:46,51    | Halbfinale A/B |
| 2     | Ondřej Synek                  | Tschechien  | 6:50,51    | Halbfinale A/B |
| 3     | Stanislau Schtscharbatschenja | Belarus     | 6:55,19    | Halbfinale A/B |
| 4     | Brian Rosso                   | Argentinien | 7:03,23    | Halbfinale C/D |
| 5     | Armandas Kelmelis             | Litauen     | 7:04,67    | Halbfinale C/D |
| 6     | Renzo Leon Garcia             | Peru        | 7:30,91    | Halbfinale C/D |

### Viertelfinale 3
| Platz | Ruderer                   | Nation   | Zeit (min) | Qualifikation  |
| ----- | ------------------------- | -------- | ---------- | -------------- |
| 1     | Hannes Obreno             | Belgien  | 6:48,90    | Halbfinale A/B |
| 2     | Juan Carlos Cabrera       | Mexiko   | 6:50,04    | Halbfinale A/B |
| 3     | Abdelkhalek El-Banna      | Ägypten  | 6:50,82    | Halbfinale A/B |
| 4     | Bendegúz Pétervári-Molnár | Ungarn   | 6:52,80    | Halbfinale C/D |
| 5     | Sid Ali Boudina           | Algerien | 7:13,59    | Halbfinale C/D |
| 6     | Arturo Rivarola           | Paraguay | 7:17,12    | Halbfinale C/D |

### Viertelfinale 4
| Platz | Ruderer                   | Nation         | Zeit (min) | Qualifikation  |
| ----- | ------------------------- | -------------- | ---------- | -------------- |
| 1     | Damir Martin              | Kroatien       | 6:44,44    | Halbfinale A/B |
| 2     | Alan Campbell             | Großbritannien | 6:49,41    | Halbfinale A/B |
| 3     | Natan Węgrzycki-Szymczyk  | Polen          | 6:53,52    | Halbfinale A/B |
| 4     | Dattu Baban Bhokanal      | Indien         | 6:59,89    | Halbfinale C/D |
| 5     | Jhonatan Esquivel         | Uruguay        | 7:40,27    | Halbfinale C/D |
| 6     | Mohammed Jasim Al-Khafaji | Irak           | 8:29,76    | Halbfinale C/D |

## Halbfinale
Freitag, 12. August 2016 (Halbfinale A/B, verschoben von Donnerstag, 11. August 2016 bzw. Halbfinale C/D, verschoben von Mittwoch, 10. August 2016); Dienstag, 9. August 2016 (Halbfinale E/F, verschoben von Montag, 8. August 2016)

### Halbfinale A/B 1
| Platz | Ruderer              | Nation     | Zeit (min) | Qualifikation |
| ----- | -------------------- | ---------- | ---------- | ------------- |
| 1     | Ondřej Synek         | Tschechien | 6:58,56    | Finale        |
| 2     | Damir Martin         | Kroatien   | 6:59,43    | Finale        |
| 3     | Ángel Fournier       | Kuba       | 7:02,65    | Finale        |
| 4     | Juan Carlos Cabrera  | Mexiko     | 7:03,68    | B-Finale      |
| 5     | Abdelkhalek El-Banna | Ägypten    | 7:13,55    | B-Finale      |
| 6     | Nils Jakob Hoff      | Norwegen   | 7:39,12    | B-Finale      |

### Halbfinale A/B 2
| Platz | Ruderer                       | Nation         | Zeit (min) | Qualifikation |
| ----- | ----------------------------- | -------------- | ---------- | ------------- |
| 1     | Mahé Drysdale                 | Neuseeland     | 7:03,70    | Finale        |
| 2     | Stanislau Schtscharbatschenja | Belarus        | 7:06,69    | Finale        |
| 3     | Hannes Obreno                 | Belgien        | 7:06,76    | Finale        |
| 4     | Alan Campbell                 | Großbritannien | 7:09,54    | B-Finale      |
| 5     | Rhys Grant                    | Australien     | 7:14,68    | B-Finale      |
| 6     | Natan Węgrzycki-Szymczyk      | Polen          | 7:15,61    | B-Finale      |

### Halbfinale C/D 1
| Platz | Ruderer             | Nation      | Zeit (min) | Qualifikation |
| ----- | ------------------- | ----------- | ---------- | ------------- |
| 1     | Jhonatan Esquivel   | Uruguay     | 7:22,98    | C-Finale      |
| 2     | Brian Rosso         | Argentinien | 7:24,65    | C-Finale      |
| 3     | Memo                | Indonesien  | 7:25,60    | C-Finale      |
| 4     | Shahboz Xolmirzayev | Usbekistan  | 7:26,04    | D-Finale      |
| 5     | Sid Ali Boudina     | Algerien    | 7:37,19    | D-Finale      |
| 6     | Arturo Rivarola     | Paraguay    | 7:41,43    | D-Finale      |

### Halbfinale C/D 2
| Platz | Ruderer                   | Nation   | Zeit (min) | Qualifikation |
| ----- | ------------------------- | -------- | ---------- | ------------- |
| 1     | Bendegúz Pétervári-Molnár | Ungarn   | 7:18,88    | C-Finale      |
| 2     | Dattu Baban Bhokanal      | Indien   | 7:19,02    | C-Finale      |
| 3     | Kim Dong-yong             | Südkorea | 7:20,10    | C-Finale      |
| 4     | Armandas Kelmelis         | Litauen  | 7:20,72    | D-Finale      |
| 5     | Renzo Leon Garcia         | Peru     | 7:37,34    | D-Finale      |
| 6     | Mohammed Jasim Al-Khafaji | Irak     | 7:48,31    | D-Finale      |

### Halbfinale E/F 1
| Platz | Ruderer            | Nation     | Zeit (min) | Qualifikation |
| ----- | ------------------ | ---------- | ---------- | ------------- |
| 1     | Jaruwat Saensuk    | Thailand   | 7:54,38    | E-Finale      |
| 2     | Mohamed Taieb      | Tunesien   | 8:02,05    | E-Finale      |
| 3     | Luigi Teilemb      | Vanuatu    | 8:19,15    | E-Finale      |
| 4     | Vladislav Yakovlev | Kasachstan | 11:45,22   | F-Finale      |

### Halbfinale E/F 2
| Platz | Ruderer             | Nation    | Zeit (min) | Qualifikation |
| ----- | ------------------- | --------- | ---------- | ------------- |
| 1     | Andrew Peebles      | Simbabwe  | 7:45,20    | E-Finale      |
| 2     | Jackson Vicent      | Venezuela | 7:50,56    | E-Finale      |
| 3     | Bryan Sola Zambrano | Ecuador   | 7:52,86    | E-Finale      |
| 4     | Al-Hussein Gambour  | Libyen    | 8:13,17    | F-Finale      |

## Finale
Samstag, 13. August 2016

Anmerkung: Ermittlung der Plätze 1 bis 6
| Platz | Ruderer                       | Nation     | Zeit (min) |
| ----- | ----------------------------- | ---------- | ---------- |
| 1     | Mahé Drysdale                 | Neuseeland | 6:41,34    |
| 2     | Damir Martin                  | Kroatien   | 6:41,34    |
| 3     | Ondřej Synek                  | Tschechien | 6:44,10    |
| 4     | Hannes Obreno                 | Belgien    | 6:47,42    |
| 5     | Stanislau Schtscharbatschenja | Belarus    | 6:48,78    |
| 6     | Ángel Fournier                | Kuba       | 6:55,90    |

### B-Finale
Anmerkung: Ermittlung der Plätze 7 bis 12
| Platz | Ruderer                  | Nation         | Zeit (min) |
| ----- | ------------------------ | -------------- | ---------- |
| 7     | Natan Węgrzycki-Szymczyk | Polen          | 6:47,95    |
| 8     | Juan Carlos Cabrera      | Mexiko         | 6:50,02    |
| 9     | Rhys Grant               | Australien     | 6:51,90    |
| 10    | Abdelkhalek El-Banna     | Ägypten        | 6:54,94    |
| 11    | Nils Jakob Hoff          | Norwegen       | 7:02,66    |
| 12    | Alan Campbell            | Großbritannien | DNS        |

Der Brite Alan Campbell trat im Endlauf aus medizinischen Gründen nicht mehr an.

### C-Finale
Anmerkung: Ermittlung der Plätze 13 bis 18
| Platz | Ruderer                   | Nation      | Zeit (min) |
| ----- | ------------------------- | ----------- | ---------- |
| 13    | Dattu Baban Bhokanal      | Indien      | 6:54,96    |
| 14    | Bendegúz Pétervári-Molnár | Ungarn      | 6:57,75    |
| 15    | Brian Rosso               | Argentinien | 6:58,58    |
| 16    | Memo                      | Indonesien  | 6:59,44    |
| 17    | Kim Dong-yong             | Südkorea    | 6:59,72    |
| 18    | Jhonatan Esquivel         | Uruguay     | 7:13,65    |

### D-Finale
Anmerkung: Ermittlung der Plätze 19 bis 24
| Platz | Ruderer                   | Nation     | Zeit (min) |
| ----- | ------------------------- | ---------- | ---------- |
| 19    | Armandas Kelmelis         | Litauen    | 7:00,72    |
| 20    | Renzo Leon Garcia         | Peru       | 7:02,28    |
| 21    | Mohammed Jasim Al-Khafaji | Irak       | 7:03,73    |
| 22    | Shahboz Xolmirzayev       | Usbekistan | 7:04,78    |
| 23    | Sid Ali Boudina           | Algerien   | 7:06,64    |
| 24    | Arturo Rivarola           | Paraguay   | 7:18,34    |

### E-Finale
Anmerkung: Ermittlung der Plätze 25 bis 30
| Platz | Ruderer             | Nation    | Zeit (min) |
| ----- | ------------------- | --------- | ---------- |
| 25    | Andrew Peebles      | Simbabwe  | 7:43,98    |
| 26    | Jaruwat Saensuk     | Thailand  | 7:49,86    |
| 27    | Mohamed Taieb       | Tunesien  | 7:53,36    |
| 28    | Bryan Sola Zambrano | Ecuador   | 7:53,54    |
| 29    | Jackson Vicent      | Venezuela | 7:57,83    |
| 30    | Luigi Teilemb       | Vanuatu   | 8:24,67    |

### F-Finale
Anmerkung: Ermittlung der Plätze 31 bis 32
| Platz | Ruderer            | Nation     | Zeit (min) |
| ----- | ------------------ | ---------- | ---------- |
| 31    | Vladislav Yakovlev | Kasachstan | 7:21,61    |
| 32    | Al-Hussein Gambour | Libyen     | 7:41,77    |